# Биоханин А
Биоханин А представляет собой O-метилированный изофлавон, биоактивное природное соединение класса флавоноидов. Также известен как олмелин, или pratensolisis. Является фитоэстрогеном.

## Нахождение
Биоханин А можно найти в красном клевере, в сое, в ростках люцерны, в нуте (Cicer arietinum) и в других бобовых. В арахисе — 0,06 мг/100 г.

## Биологическая активность
Биоханин А обладает нейропротекторными, антиоксидантными, противомикробными, гепатопротекторными свойствами.
Биоханин А проявляет антиканцерогенные свойства, особенно при карциноме молочной железы человека. Биоханин А может подавлять образование колоний, клеточный апоптоз и миграцию раковых клеток MGC-803. Проявляет химиопрофилактические свойства при раке печени, предстательной железы, молочной железы и поджелудочной железы.
Сообщается о противовоспалительных свойствах биоханина А в первичных хондроцитах крысы.